# Agathotoma subtilis
Agathotoma subtilis é uma espécie de gastrópode da família Conidae.